# Astydamia latifolia
Astydamia latifolia – gatunek rośliny z rodziny selerowatych (Apiaceae). Jest jedynym przedstawicielem monotypowego rodzaju Astydamia A. P. de Candolle, Collect. Mém. 5: 53. 12 Sep 1829. Klasyfikowany jest do podrodziny Apioideae. Gatunek występuje na Wyspach Kanaryjskich i Selvagens oraz w Maroku, Saharze Zachodniej i przy Przylądku Białym w Mauretanii. Rośnie na wybrzeżach; na skałach i piaskach. Korzenie są jadalne po ugotowaniu.

## Morfologia
PokrójRoślina dwuletnia lub krótkotrwała bylina. Korzeń mięsisty, głęboki. Pęd osiąga zwykle do 50 cm wysokości i jest nagi, w dole rozgałęzia się skrętolegle, w górze naprzeciwlegle i okółkowo.
LiścieMięsiste, z pochwą liściową obejmującą łodygę. Blaszka do 30 cm długości, podwójnie trójlistkowa, poszczególne listki wcinano-ząbkowane.
KwiatyZebrane w półkulistawe baldachy złożone. Wsparte są one 5–12 okazałymi, liściastymi pokrywami. Składają się z 18−25 równych szypuł zakończonych baldaszkami. Te wsparte są 5–7 pokrywkami i składają się z 15–20 krótkich szypułek (do 5 mm długości) zakończonych kwiatami. Te są promieniste, żółte.
OwoceJajowate rozłupnie rozpadające się na dwie rozłupki o długości do 10 mm i szerokości do 4,5 mm.

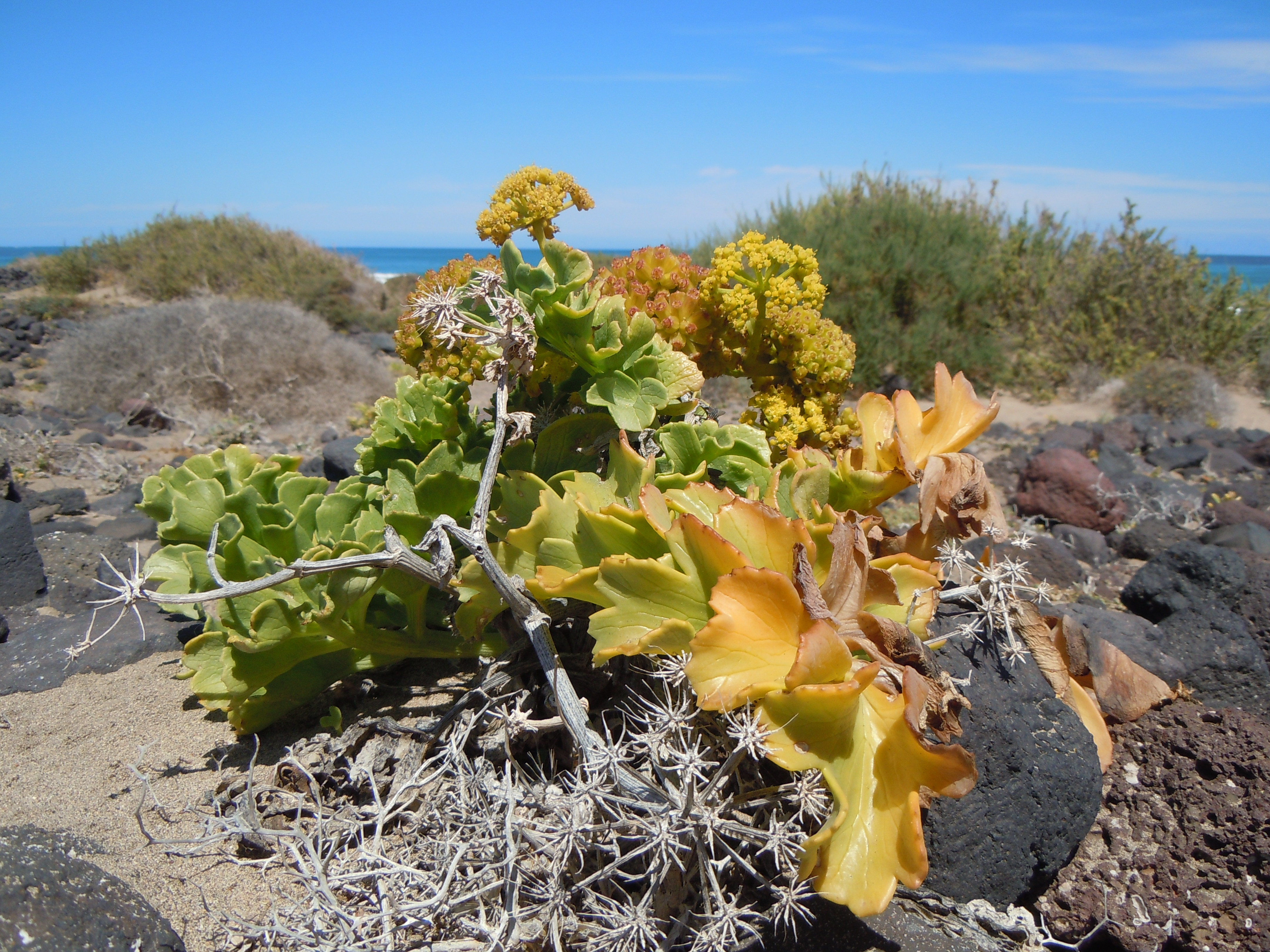
Pokrój
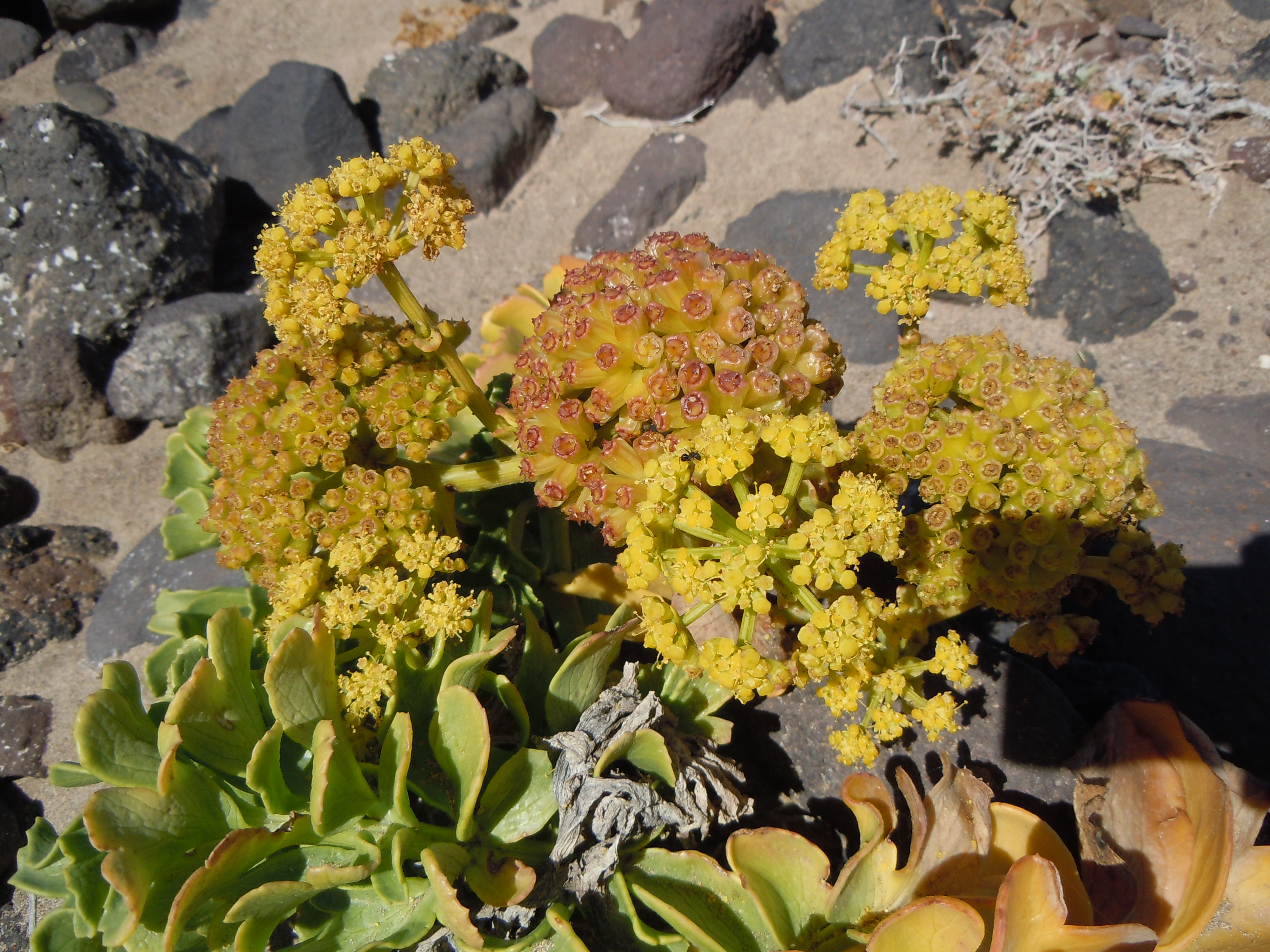
Kwiatostany
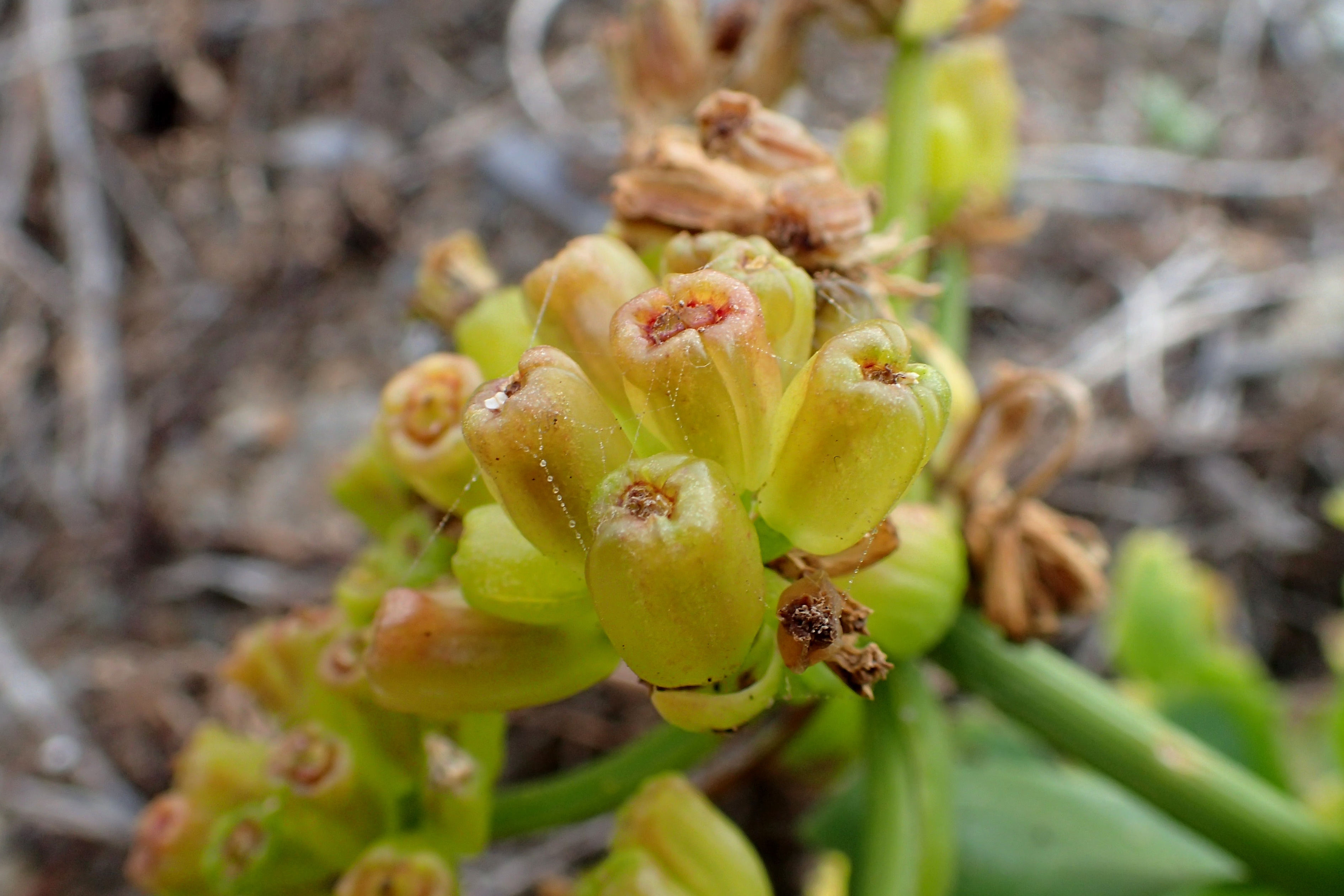
Owoce